# Јаунде
Јаунде (фр. Yaoundé) је главни град Камеруна и са 1.430.000 становника (2005) други град земље по величини. Јаунде је такође и главни град провинције Центар и департмана Мфунди.
Јаунде су основали 1888. године немачки трговци као базу за трговину слоновачом. Белгијске трупе су га окупирале током Првог светског рата, а после рата постао је главни град француског Камеруна.
Главне индустрије у Јаундеу су производња цигарета, млечних производа, глине, стакла и дрвета. Јаунде је и регионални центар за кафу, какао, копру, шећерну трску и гуму.

## Географија

### Клима
Јаунде карактерише тропска влажна и сува клима (Aw), са константним температурама током целе године. Међутим, првенствено због надморске висине, температуре нису баш тако високе као што би се очекивало за град који се налази близу екватора. Јаунде карактерише дуга влажна сезона, која обухвата десетомесечни период између марта и новембра. Међутим, приметно је смањење падавина током влажне сезоне, примећено током месеца јула и августа, што скоро даје граду изглед две одвојене кишне сезоне. Пре свега због релативног затишја падавина током ова два месеца, Јаунде има тропску влажну и суву климу, за разлику од тропске монсунске климе.
| Клима Јајунда                                                    | Клима Јајунда | Клима Јајунда | Клима Јајунда | Клима Јајунда | Клима Јајунда | Клима Јајунда | Клима Јајунда | Клима Јајунда | Клима Јајунда | Клима Јајунда  | Клима Јајунда | Клима Јајунда | Клима Јајунда    |
| Показатељ \ Месец                                                | .Јан.         | .Феб.         | .Мар.         | .Апр.         | .Мај.         | .Јун.         | .Јул.         | .Авг.         | .Сеп.         | .Окт.          | .Нов.         | .Дец.         | .Год.            |
| ---------------------------------------------------------------- | ------------- | ------------- | ------------- | ------------- | ------------- | ------------- | ------------- | ------------- | ------------- | -------------- | ------------- | ------------- | ---------------- |
| Апсолутни максимум, °C (°F)                                      | 33 (91)       | 33 (91)       | 33 (91)       | 36 (97)       | 34 (93)       | 32 (90)       | 31 (88)       | 34 (93)       | 31 (88)       | 33 (91)        | 32 (90)       | 32 (90)       | 36 (97)          |
| Максимум, °C (°F)                                                | 29,6 (85,3)   | 31,0 (87,8)   | 30,4 (86,7)   | 29,6 (85,3)   | 28,8 (83,8)   | 27,7 (81,9)   | 26,5 (79,7)   | 26,5 (79,7)   | 27,5 (81,5)   | 27,8 (82)      | 28,1 (82,6)   | 28,5 (83,3)   | 28,5 (83,3)      |
| Просек, °C (°F)                                                  | 24,6 (76,3)   | 25,7 (78,3)   | 25,4 (77,7)   | 25,0 (77)     | 24,5 (76,1)   | 23,8 (74,8)   | 23,2 (73,8)   | 22,9 (73,2)   | 23,4 (74,1)   | 23,5 (74,3)    | 23,9 (75)     | 24,0 (75,2)   | 24,2 (75,6)      |
| Минимум, °C (°F)                                                 | 19,6 (67,3)   | 20,3 (68,5)   | 20,3 (68,5)   | 20,3 (68,5)   | 20,2 (68,4)   | 19,9 (67,8)   | 19,9 (67,8)   | 19,3 (66,7)   | 19,3 (66,7)   | 19,2 (66,6)    | 19,6 (67,3)   | 19,5 (67,1)   | 19,8 (67,6)      |
| Апсолутни минимум, °C (°F)                                       | 14 (57)       | 15 (59)       | 16 (61)       | 15 (59)       | 16 (61)       | 15 (59)       | 16 (61)       | 16 (61)       | 15 (59)       | 15 (59)        | 17 (63)       | 16 (61)       | 14 (57)          |
| Количина падавина, mm (in)                                       | 19,0 (0,748)  | 42,8 (1,685)  | 124,9 (4,917) | 171,3 (6,744) | 199,3 (7,846) | 157,1 (6,185) | 74,2 (2,921)  | 113,7 (4,476) | 232,3 (9,146) | 293,6 (11,559) | 94,3 (3,713)  | 18,6 (0,732)  | 1.541,1 (60,672) |
| Дани са падавинама (≥ 0.1 mm)                                    | 3             | 4             | 12            | 14            | 17            | 14            | 11            | 12            | 20            | 23             | 11            | 3             | 144              |
| Релативна влажност, %                                            | 79,5          | 79,5          | 81,0          | 82,0          | 84,0          | 85,0          | 85,5          | 86,0          | 85,5          | 85,0           | 82,0          | 79,0          | 82,8             |
| Сунчани сати — месечни просек                                    | 172,0         | 179,0         | 169,9         | 164,5         | 166,2         | 126,0         | 96,1          | 86,2          | 102,4         | 130,2          | 167,1         | 181,4         | 1.741            |
| Извор #1: World Meteorological Organization NOAA (sun 1961–1990) |               |               |               |               |               |               |               |               |               |                |               |               |                  |
| Извор #2: BBC Weather                                            |               |               |               |               |               |               |               |               |               |                |               |               |                  |

## Историја
Јаунде је основао 1889., под именом Епсумб по задатку тадашње немачке колонијалне управе, њен службеник и истраживач Ри;ард Кунде као станицу за откуп слоноваче и трговину са домороцима, и базу за научно истраживање - локалне флоре и фауне, на двадесет дана хода од Гвинејског залива.
Од 1889. до 1895. базу Епсумб водио је ботаничар и зоолог Георг Ценкер, од 1895. године Епсумб је постао војни гарнизон, из којег је извршена потпуна окупација земље. Од 1903. власт у граду пренета је на цивилну администрацију, али је војска остала у граду све до краја немачког протектората над земљом. За развој града посебно је заслужан дугогодишњи градоначелник Ханс Доминик. Од 1911. Јаунде је постао седиште Врховног суда, а од 1914, главни град, као пример аутохтоног управљања. За време Првог светског рата, Камерун и град су окупирале белгијске трупе 1915, након рата Јаунде је 1922. постао главни град француске колоније Камерун.
Од 1940. до 1946. није био главни град, јер је администрација премештена у већи лучки град Дуалу, али је администрација враћена у град 1946, након проглашења независности 1960. постао је седиште владе Камеруна, од 1961. савезне владе, а од 1972, Уједињене Републике Камерун.

## Становништво
| Година       |
| Становништво |
| ------------ |

## Партнерски градови
- Удине
- Шенјанг